# 茨木司
茨木 司（いばらき つかさ、生年不詳 - 慶応3年6月14日（1867年7月15日））は、新選組隊士。諱は信忠。

## 生涯
会津藩出身。慶応元年（1865年）の入隊とされる。尊皇攘夷思想が強く、慶応3年（1867年）3月に結成された伊東甲子太郎らの御陵衛士に参加を希望したが、その才を惜しんだ近藤勇によって新選組に残留した。一方で、伊東より間者（スパイ）を頼まれていたといわれる。これは御陵衛士との隊士の行き来を禁じられていたためであった。
同年6月に新選組の幕臣取り立てに反発し、会津藩京都守護職邸に抗議を行ったが受け入れられず、佐野七五三之助、中村五郎、富川十郎らと共に、同所で自刃した。
阿部十郎によれば剣術・柔術は免許以上であり、また多少の学問もあったという。